# Novačani
Novačani (mazedonisch Новачани) ist ein Dorf im zentralen Teil Nordmazedoniens, das zur Gemeinde Veles gehört. Die nächstgelegene Stadt ist Veles.

## Geographie
Novačani liegt etwa 9 Kilometer nördlich von der Gemeindehauptstadt Veles entfernt, unweit des Veles-Sees (Auch Mladost-See genannt). Im Norden liegen Sopot, im Westen der Veles-See, Otovica und Čaloševo, im Süden Bašino Selo und im Westen die Autobahn A1 und der Fluss Vardar.

## Geschichte

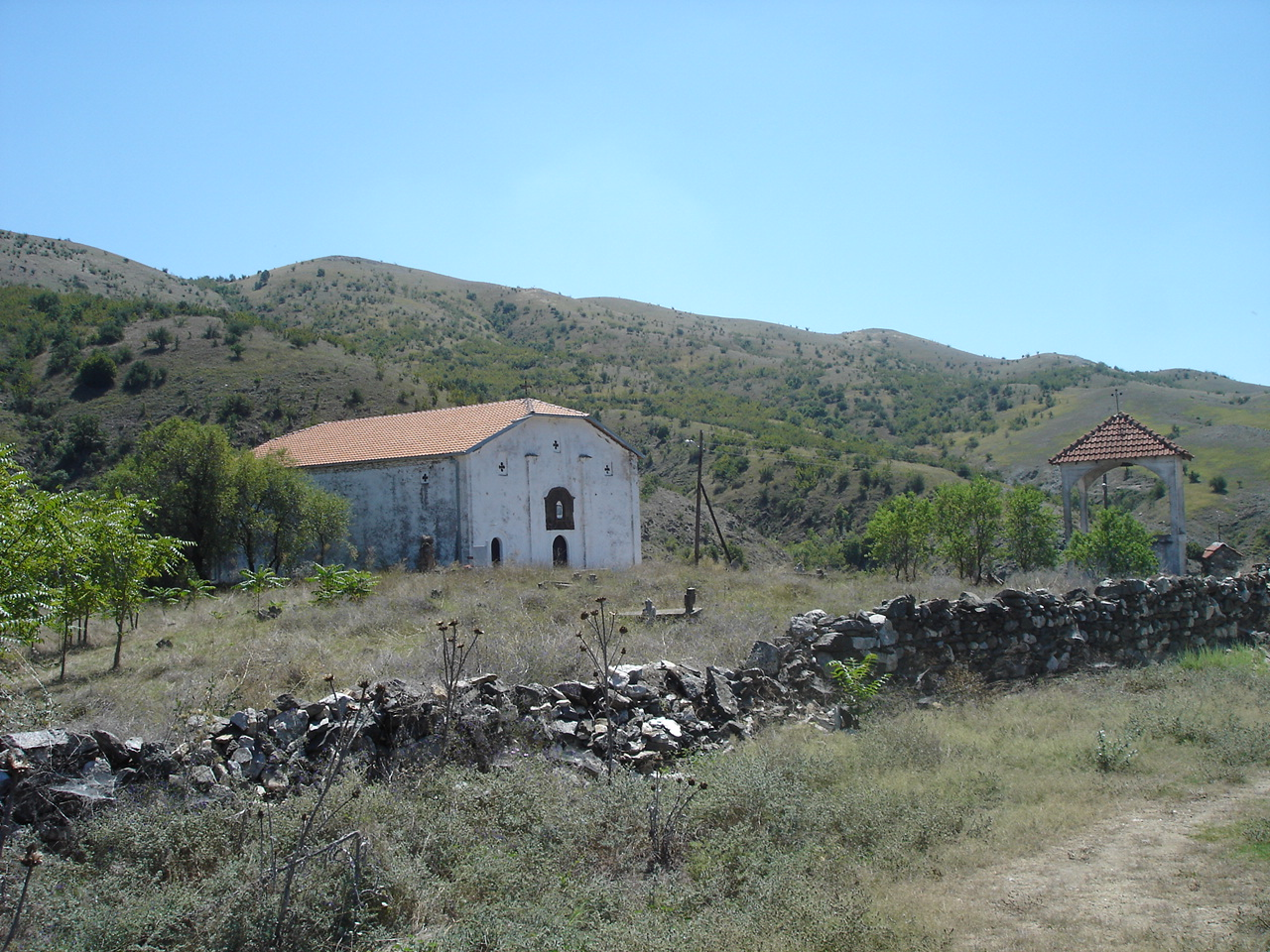
Die Dorfkirche „Sveti Atanasij“

In der Antike verlief zwischen Novačani und Sopot die Grenze des alten Makedonien sowie die Grenze der römischen Provinzen Macedonia, an der die Verwendung und das Sprechen der lateinischen und hellenischen Sprache grenzten, weshalb das Dorf mit seiner Umgebung reich an antiken Funden ist. Erwähnenswert sind die Funde von Goldmünzen sowie die Überreste einer frühchristlichen Kirche auf dem Gramadi-Hügel.
Im 19. Jahrhundert war Novačani ein Dorf innerhalb der Kaza (Verwaltungseinheit) Veles des Osmanischen Reichs. Die Dorfkirche „Sveti Atanasij“ ist dem Heiligen Athanasius den Großen geweiht und wurde 1845 errichtet.
Seine Bewohner bekannten sich zu Beginn des 19. Jahrhunderts in einem Plebiszit zum bulgarischen Exarchat und waren Teil des bulgarischen Millets. In der französischsprachigen Statistik Ethnographie des Vilayets d’Andrinople, de Monastir et de Salonique zählte im Jahr 1873 Novačani 48 Haushalte mit 206 Bulgaren auf. Laut der Statistik des Ethnographen Wassil Kantschow zählte Novačani Ende des 19. Jahrhunderts 340 Einwohner, allesamt Bulgaren.
Nach den Statistiken des Sekretärs des Exarchats Dimitar Mischew (La Macedoine et sa Population Chrétienne) im Jahr 1905 lebten in Novačani 520 bulgarische Exarchisten, welche eine bulgarische Grundschule im Dorf besaßen.
1927 führte der deutsche Forscher Leonhard Schultze Novačani auf seiner Karte Mazedoniens auf und ordnete es als ein bulgarisch-pomakisches Dorf ein.
Laut der Volkszählung von 2002 hatte Novačani 5 Einwohner zu verzeichnen, allesamt Mazedonier. Laut der letzten Volkszählung von 2021 hatte das Dorf nur ein Mazedonier zu verzeichnen. Die meisten Einwohner sind im Zuge der Industrialisierung in den 1960er hauptsächlich nach Veles gezogen. 

## Wirtschaft
Die Bevölkerung war hauptsächlich in der Landwirtschaft, in der Viehzucht, im Wein- und Obstbau beschäftigt. Aufgrund der Vegetation beschäftigen sich mehrere Menschen, die noch im Dorf Häuser haben und gelegentlich im Dorf bleiben mit der Imkerei und Honigherstellung.

## Persönlichkeiten
Aus Novačani stammt Spas Eftimow (1881–1903), einem Revolutionär des Obersten Makedonisch-Adrianopel-Komitees. Dieser starb bei einem Scharmützel mit osmanischen Soldaten in Karbinci bei Štip. Des Weiteren hat der bulgarisch-mazedonische Schriftsteller Venko Markovski (1915–1988) seine Wurzeln in Novačani.